# Butilbenzeno
Butilbenzeno refere-se a um grupo de compostos orgânicos, formado por quatro hidrocarbonetos com todas as quatro variantes do grupo butilo como um substituinte benzeno. Por meio de arranjos diferentes, resultam quatro isômeros de posição com a fórmula molecular C10H14. Dependendo dos isômeros envolvidos, os butilbenzenos também são chamados de fenilbutanos e fenilmetilpropanos, acrescidos de números para as posições dos grupos nas estruturas moleculares.
| Butilbenzeno        |                       |                        |                       |                        |
| Nome                | n-Butilbenzeno        | iso-Butilbenzeno       | sec-Butilbenzeno      | tert-Butilbenzeno      |
| Outros nomes        | 1-Fenilbutano         | 1-Fenil-2-metilpropano | 2-Fenilbutano         | 2-Fenil-2-metilpropano |
| Fórmula estrutural  |                       |                        |                       |                        |
| Número CAS          | 104-51-8              | 538-93-2               | 135-98-8              | 98-06-6                |
| PubChem             | 7705                  | 10870                  | 8680                  | 7366                   |
| Fórmula química     | C10H14                | C10H14                 | C10H14                | C10H14                 |
| Massa molar         | 134,22 g·mol−1        | 134,22 g·mol−1         | 134,22 g·mol−1        | 134,22 g·mol−1         |
| Estado físico       | líquido               | líquido                | líquido               | líquido                |
| Ponto de fusão      | −88 °C                | −51 °C                 | −75,5 °C              | −58 °C                 |
| Ponto de ebulição   | 183 °C                | 172,8 °C               | 173–174 °C            | 169 °C                 |
| Sistema GHS         | Atenção               | Atenção                | Atenção               | Atenção                |
| Frases H e P        | 226, 410              | 226, 315, 319, 335     | 226, 315, 319         | 226, 319               |
| Frases H e P        | Frases EUH            | Frases EUH             | Frases EUH            | Frases EUH             |
| Frases H e P        | 273 e 501             | 261, 305+351+338       | 305+351+338           | 305+351+338            |
| Diretiva 67/548/EEC | Sem símbolo de perigo |                        | Sem símbolo de perigo |                        |
| Frase R             | 10                    | 10 - 36/37/38 - 50/53  | 10                    | 10 - 20 - 38           |
| Frase S             | 16                    | 26 - 36 - 60 - 61      | 23 - 24/25            | 23 - 24/25             |

## Obtenção
Obtm-se o terc-butil-benzeno partindo-se do benzeno com catálise por cloreto de alumínio anidro, usando-se o 2-cloro-2-metil-propano (cloreto de terc-butila) como eletrófilo, em uma alquilação de Friedel-Crafts.

## Derivados
Um dos fenóis derivados dos butilbenzenos é o 4-tert-Butilfenol